# Запис Милић Станоја храст (Кончарево)
Запис Милић Станоја храст (Кончарево) се налази на парцели чији је власник Месна заједница Кончарево.

## Локација
| Општина             | Јагодина                                                                    |
| Катастарска општина | Кончарево                                                                   |
| Потес               | Пржак                                                                       |
| Координате          | 43° 58′ 20″ С; 21° 19′ 49″ И / 43.972200000000001° С; 21.330200000000001° И |
| Надморска висина    | 115m                                                                        |

## Карактеристике
Дендрометријске вредности утврђене на терену и сателитским снимцима:
| Стабло                     | Храст |
| Висина стабла              | m     |
| Обим дебла                 | m     |
| Пречник крошње             | 26m   |
| Пречник дебла              | m     |
| Висина дебла до прве гране | m     |

## База записа
Запис је у оквиру Викимедија пројекта "Запис - Свето дрво" заведен под редним бројем 0511.